# Tiefseefischerei
Als Tiefseefischerei wird das Fischen mit Schleppnetzen auf Hoher See jenseits des Kontinentalschelfs verstanden. Die Schleppnetze werden dabei über den Meeresgrund gezogen; nach dem derzeitigen Stand der Technik kann die Tiefsee-Fischerei bis in eine Tiefe von 2000 m betrieben werden. Diese Art der Schleppnetzfischerei stellt eine Gefährdung der Tiefseefischarten dar, die unter den Lebensbedingungen der Tiefsee keine hohe Reproduktionsrate erreichen.

## Geschichte
Mit der Entwicklung schwimmender Fischfabriken, die den frischen Fang sofort an Bord verarbeiten und einfrieren, nahm der Tiefseefischfang in den 1950ern und 1960ern einen raschen Aufschwung. Vor allem die Länder Osteuropas und der ehemaligen UdSSR waren zu dieser Zeit an der Tiefseefischerei beteiligt. Diese Beteiligung ging jedoch schon bald zurück, als Ende der 1970er Jahre die Konvention der Ausschließlichen Wirtschaftszonen (AWZ) weltweit von immer mehr Staaten anerkannt wurde und sich Ende der 1980er Jahre mit der Auflösung des Ostblocks die Staaten dieser Gruppe weitgehend aus der Tiefseefischerei zurückzogen.
Diese Staaten wurden durch andere Tiefseeflotten ersetzt, die während der 1980er und 1990er anfangs entlang des Kontinentalschelfs und auf untermeerischen Hochflächen innerhalb ihrer 200 Seemeilen breiten AWZ fischten, später dann auch über diese Begrenzungen hinaus. Zu ihnen gehörten vor allem in den späten 1970er Jahren Fischfangflotten aus Neuseeland und in den 1980ern französische Flotten im Nordost-Atlantik.
In einer neuen Verordnung zur Tiefseefischerei bestimmten das Europäische Parlament, der Rat und die Europäische Kommission im Juli 2016 unter anderem das Verbot der Schleppnetzfischerei in Tiefen unter 800 Metern.

## Gefährdete Arten
Eine Studie kanadischer Wissenschaftler hat gezeigt, dass mindestens fünf Arten von Tiefseefischen stark gefährdet und vom Aussterben bedroht sind: der Blauhecht (Antimora rostrata), der Stumpfnasen-Dornrückenaal (Notacanthus chemnitzi), der Rundnasen-Grenadier (Coryphaenoides rupestris), der Raue Grenadier (Macrourus berglax) und der Grönlandrochen (Bathyraja spinicauda). Tiefseefische brauchen, wahrscheinlich in Abhängigkeit von den ökologischen Bedingungen, oft 12 bis 30 Jahre, um geschlechtsreif zu werden und Nachkommen zu produzieren. Diese lange Reifezeit ist zusammen mit der Überfischung in den vergangenen Jahren verantwortlich für den starken Rückgang der Populationen.